# غوما زورييا
غوما زورييا (بالإسبانية: Guma Zorrilla) دي سان مارتين مونوز، مصممة أزياء للمسرح والسينما والتلفزيون من الأوروغواي. ولدت في 28 ديسمبر 1919 وتوفيت في19 يوليو 2001.

## سيرتها
ولدت زورييا في مونتفيدو عام 1919، وكانت واحدة من خمس بنات للنحات خوسيه لويز زورييا دي سان مارتين وغوما مونوز ديل كامبو
كانت منذ صغرها تمارس الرسم والتلوين وعرضت رسوماتها بالألوان المائية والباستيل في معرض أميغو ديل آرتي عندما كانت مراهقة. استكملت زورييا مهنتها الطويلة في مونتيفيديو، قضت خلالها بعض الوقت في بوينس أيرس، وقدمت خدمات في أعمال أختها المخرجة والممثلة تشينا زورييا المسرحية والسينمائية
ظهرت أعمالها في "كوميديا ناسيونال" وفي "مسرح سوليس". وقالت أنها تذكر تصميم أزياء لمسرحيات روميو وجولييت ومدينتنا لثورنتون ويلدر و"لورينزاثيو" لألفريد دي موسيه وميديا ليوربيديس و"غيرها. كما عملت مع عدد كبير من مخرجي وممثلي أوروغواي والأرجنتين مثل عمر غراسو وأنتونيو لاريتا وإستيلا ميدينا وكارلوس بيرثيافيي وغيرهم. تميز عملها بسهولة الاستخدام ودمجه في إطار بصري مع المشاهد المستخدمة لأجلها. كما تعاملت مع أزياء القرن التاسع عشر واستخدمتها في بعض الأعمال. كما أتيحت لها فرصة العمل في مسرح مدينة مونتفيديو شملت "النورس" و"برغوث في أذنها" و"لا دوروتيا".
تزوجت زورييا من هوغو إسترازولاس وأنجبت ستة أبناء. توفيت في مونتفيديو عام 2001.

## أعمال مختارة
- Guma Zorrilla, artista del género, 2012, ediciones CIDDAE, Montevideo.